# Zăbala (gmina)
Zăbala – gmina w Rumunii, w okręgu Covasna. Obejmuje miejscowości Zăbala, Peteni, Surcea i Tamașfalău. W 2011 roku liczyła 4597 mieszkańców.